# Сдохни, Джон Такер!
«Сдохни, Джон Такер!» (англ. John Tucker Must Die) — американо-канадская молодёжная кинокомедия 2006 года режиссёра Бетти Томас об отношениях парней и девушек в старшей школе.

## Сюжет
Лидер баскетбольной команды под характерным 23 номером (под этим номером выступал за команду «Чикаго Буллз» Майкл Джордан) Джон Такер (Джесси Меткалф) встречается сразу с несколькими девушками — с чирлидером Хизэр (Ашанти), активной защитницей животных и вегетарианкой Бэт (София Буш) и членом всех возможных клубов школы, активисткой Кэрри (Ариэль Кеббел). Все трое неожиданно об этом узнают и принимают решение отомстить. Женская месть разнообразна, однако Такеру удаётся выкрутиться из сложных ситуаций — и он снова «на коне».
В качестве новой «жертвы» Джона Такера выбирают «невидимку» Кейт (Бриттани Сноу), которая ничем особым в старшей школе не отличается, кроме интереса к урокам химии. Кейт со своей матерью (Дженни Маккарти) без конца переезжают, собственно и в этой школе она не собирается задерживаться. Однако именно она предлагает трём обиженным Джоном девушкам «план мщения», главная роль в котором отводится именно ей. На уроках химии ей встречается застенчивый парень — Скотт (Пенн Бэджли), который оказывается братом всеобщего любимчика Джона Такера. Скотт и Кейт становятся достаточно близкими друзьями. Ловкий трюк удаётся — и Джон Такер, охотясь за приманкой-Кейт, влюбляется, однако всё раскрывается на дне рождения Джона.

## В ролях
| Актёр           | Роль             |
| --------------- | ---------------- |
| Джесси Меткалф  | Джон Такер       |
| Бриттани Сноу   | Кейт             |
| Ариэль Кеббел   | Кэрри            |
| Ашанти          | Хизэр            |
| София Буш       | Бэт              |
| Пенн Бэджли     | Скотт Такер      |
| Дженни Маккарти | Лори (мать Кейт) |
| Николь Лаплаца  | Молли            |

## Саундтрек
1. «Dirty Little Secret» — The All-American Rejects
2. «Maneater» —Nelly Furtado
3. «Honestly» — Cartel
4. «Chelsea» — Stefy
5. «Hope Song» — Rock Kills Kid
6. «Instantly Gratified» — People in Planes
7. «Better Open the Door» — Motion City Soundtrack
8. «Time After Time» — Quietdrive
9. «Fool for Love» — Stefy
10. «This Will Be Our Year» — OK Go
11. «I Like What You Say» — Nada Surf
12. «Float On» — Бен Ли
13. «Sunset Lover» — Джош Келли
14. «We Got to Leave» — Caesars
15. «The Next Big Thing» — Rockett Queen
16. «Not Giving Up» — Hudson
17. «Just The Girl» — The Click Five

На DVD фильм вышел 14 ноября 2006.